# Paz (Otero de Rey)
Paz (llamada oficialmente San Pedro Fiz de San Fiz de Paz) es una parroquia y una aldea española del municipio de Otero de Rey, en la provincia de Lugo, Galicia.

## Otras denominaciones
La parroquia también es conocida por el nombre de San Fiz de Paz.

## Organización territorial
La parroquia está formada por trece entidades de población, constando doce de ellas en el nomenclátor del Instituto Nacional de Estadística español:
- Abeladoira
- Agueiros (Agüeiros)
- Balsa
- Castro (O Castro)
- Ximarás (Guimarás)
- Liñares
- Montemaior
- Paz
- Penadedra
- Porto do Bao (Porto do Vao)
- Riasco
- Vilar
- Xunto a Iglesia (Xunto da Igrexa)

## Demografía

### Parroquia
| Gráfica de evolución demográfica de Paz (parroquia) entre 2000 y 2020 |
|                                                                       |
| Datos según el nomenclátor publicado por el INE.                      |

### Aldea
| Gráfica de evolución demográfica de Paz (aldea) entre 2000 y 2020 |
|                                                                   |
| Datos según el nomenclátor publicado por el INE.                  |